# توم فلوريس
توم فلوريس (بالإنجليزية: Tom Flores)‏ هو لاعب كرة قدم أمريكية ومدرب رياضي أمريكي، ولد في 21 مارس 1937 في سانجر في الولايات المتحدة.

## وصلات خارجية
- توم فلوريس على موقع مرجع كرة القدم المحترفة.كوم (الإنجليزية)
- توم فلوريس على موقع قاعة كاليفورنيا للمشاهير الرياضية (الإنجليزية)
- توم فلوريس على موقع الموسوعة البريطانية (الإنجليزية)
- توم فلوريس على موقع إن إن دي بي (الإنجليزية)